# Rogstad-Gletscher
Der Rogstad-Gletscher ist ein Gletscher im ostantarktischen Königin-Maud-Land. Er fließt in nordwestlicher Richtung entlang der Nordflanke des Isingen in der Sverdrupfjella.
Erste Luftaufnahmen entstanden bei der Deutschen Antarktischen Expedition (1938–1939). Norwegische Kartografen kartierten den Gletscher anhand von Luftaufnahmen der Norwegisch-Britisch-Schwedischen Antarktisexpedition (NBSAE, 1949–1952) und der Dritten Norwegischen Antarktisexpedition (1956–1960). Namensgeber ist der Norweger Egil Rogstad (1908–1987), Cheffunker der NBSAE.